# らぶデス555!
『らぶデス555!』は、2010年11月26日にTEATIMEより発売されたアダルトゲームである。
TEATIME得意のリアルタイム、トゥーンレンダリングによる3次元CGアダルトゲーム『らぶデス』シリーズの第5弾である本作では、ゲームシステム・インターフェイス等は前作『らぶデス4 〜ν-Realtime Lovers〜』を踏襲しつつ、これまでのシリーズとは大きく異なる要素が取り入れられた。
また、本作の自由度は高く、ストーリーを無視して通行人を襲ったり、全裸で走り回ることもできる。
オンラインネットワークによるユーザー同士のプレイが可能となっており、ストーリーを進めるモードのほか、アダルトゲームでありながらオンラインゲームとしてもプレイできるモードが追加されている。
加えて、Bulletを用いた物理演算処理よってグラフィックが強化されているほか、「お着替えシステム」や「エディットシステム」も強化されており、細かく体型を設定できるほか、条件を満たせばヒロインをふたなりにすることも可能である。

## あらすじ
未来予知の能力がありながらも、それを悪夢としてしか認識できていなかった日向悠は、あるときその能力が働いて、幼馴染である瑞乃を事故から救う。
だが、その時居合わせた無関係の人間が事故で死んでしまう。

## 登場人物
日向悠（ひなた ゆう）
主人公。
葉山瑞乃（はやま みずの）
声：桜川未央
悠の幼馴染。そそっかしい性格なうえ、死を呼び寄せやすい性質を持っているため、悠の予知能力や機転によって窮地を救われている。
かなりのマヨラーで、マヨネーズのイメージキャラクターであるきゅーぽー君グッズを集めている。
高垣いちご（たかがき -）
声：青葉りんご
死神界から来た死神で、死神No.は10555。先代10555の妹にあたり、消息不明の兄を探している。兄の愛用していた鎌（デスサイズ）を武器として用いているが、本来の武器はチャクラム。
食い意地が張っている。
三神冬花（みかみ とうか）
声：藤森ゆき奈
悠の幼馴染で、瑞乃たちとは同じ寮。好きなものに「隠れて自慰をする」事を挙げるなど、卑わいな言動が多く、悠たちにセクハラをすることも多い。
桜からは世話を焼かれているが、人気者である桜のそばにいるだけで男性たちからの視線が集中するという錯覚に陥っているため、冬花本人は快く思っていない。
日向つばめ（ひなた -）
声：草柳順子
悠の義妹で、紅鈴学園に通っているが、寮は瑞乃達と同じ。瑞乃の不幸体質への対策として体を鍛えているため、力強い。
兄や俊也以外の人物の前では猫をかぶり、お淑やかな人物として通している。また、兄を溺愛しているが、子供っぽい言動故本気と思われてない。
御剣薫（みつるぎ かおる）
声：金松由花
紅鈴学園の生徒である男の娘で、つばめとはクラスメート。
桜に拾われて以来彼女になついているため、桜に世話を焼かれる冬花に焼きもちを焼いている。
敷島桜（しきしま さくら）
声：かわしまりの
悠の幼馴染で、尼塚学園学生会会長という立場にあり、前向きでリーダーシップを発揮するタイプである。
両親がいないため、喫茶店「ルクプル」でアルバイトをして生活費を稼いでいる。
吉岡俊也（よしおか としや）
つばめの知り合いで、つばめが素の自分を出せる相手。
斑鳩（いかるが）
10360

## 舞台
尼塚学園
悠たちの通う学校。
紅鈴学園
つばめたちの通う学校で、尼塚学園の姉妹校。

## スタッフ
- シナリオ：きーたん、TEATIME
  - オープニングテーマ「イツドコ！？らぶ☆リンクdeゴーゴーゴー!!!」
歌：白石なごむ、作詞：赤卵、作曲：きくお
- BGM製作・作曲：きくお

## 評価
阿部広樹は、共著『超エロゲー ハードコア』の中で、本作のストーリーはあって存在しないようなものであり、ストーリーモードから逸脱した自由度の高さに驚きを禁じ得なかったとしている。